# برج السنوسي
برج السنوسي منطقة فلاحية بالدرجة الأولى ولقد استقر بها السكان لقربها من عاصمة الولاية اذ لا تبعد عنها سوى بخمسة كيلومترات على الطريق الوطني رقم 1 عبر محول مدينة الأغواط.
تبعد عن بلدية الأغواط بحوالي 05 كم وبلدية العسافية حوالي 10 كم.

## التسمية
سميت القرية بهذا الاسم نسبة لعائلة السنوسي المعروفة.

## الموقع الجغرافي
تقع بين بلديتي العسافية والأغواط على الضفة اليسرى لوادي امزي.